# 白瀬エリナ
白瀬 エリナ（しらせ えりな、1989年2月6日 - ）は、日本のAV女優、アイドル。

## 人物・来歴
- 東京都出身
- 血液型:A型
- 身長:161cm
- スリーサイズ:B85(D)・W59・H88

- 趣味/特技：買い物・カラオケ・水泳・ダンス

- 2010年4月にAVデビュー。

## 出演作品

### イメージビデオ
- 一存　白瀬エリナ （2010年1月22日、日本メディアサプライ）

### アダルトビデオ
- 新人NO.1 STYLE 現役アイドル×エスワン 白瀬エリナ （2010年4月19日、エスワン）[SOE-394]
- ツンデレ美女は密着系セックスがお好き （2010年5月19日、エスワン）[SOE-408]
- ツンデレ娘vs精力絶倫メンズ （2010年6月19日、エスワン）[SOE-420]
- ツンデレ家庭教師 （2010年7月19日、エスワン）[SOE-436]
- イキ狂い  （2010年9月7日、エスワン）[SOE-460]
- 甘噛み痴女  （2010年10月7日、エスワン）[SOE-476]
- 唾液あふれるベロ舐めキス  （2010年11月7日、エスワン）[SOE-494]
- 白瀬エリナの騎乗位スペシャル （2010年12月7日、エスワン）[SOE-510]
- エリナのおしらせ8時間（2011年1月9日、エスワン）[SOE-534]
- 丸呑みフェラチオ 絶対に手を使わないディープスロート （2011年2月9日、エスワン）[SOE-550]
- 凌辱ボディ〜晒された痴態〜 （2011年3月19日、エスワン）[SOE-565]
- パンストエロイズム （2011年4月19日、エスワン）[SOE-581]